# Ansitz Waldgries

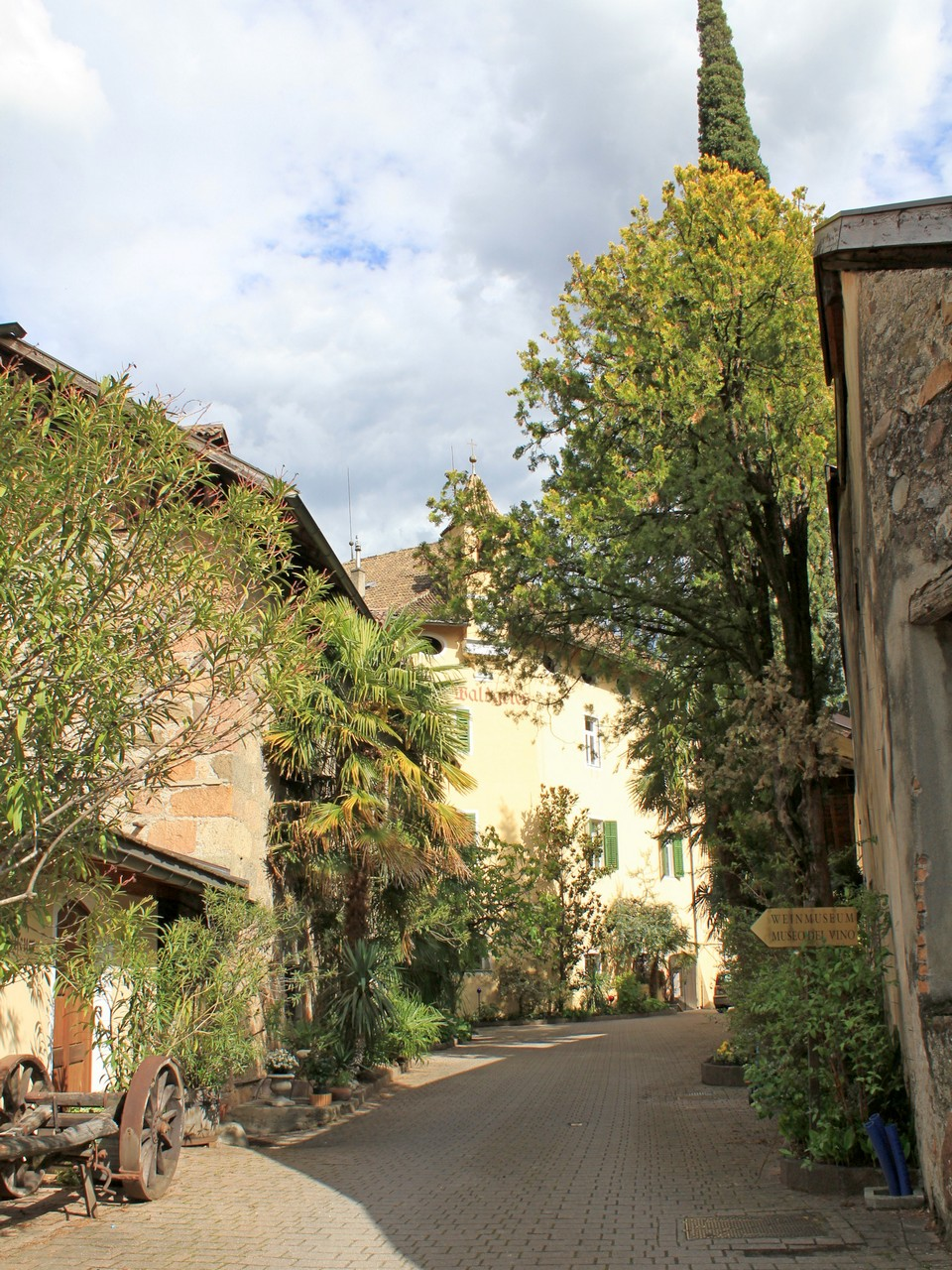
Ansitz Waldgries in St. Justina bei Bozen

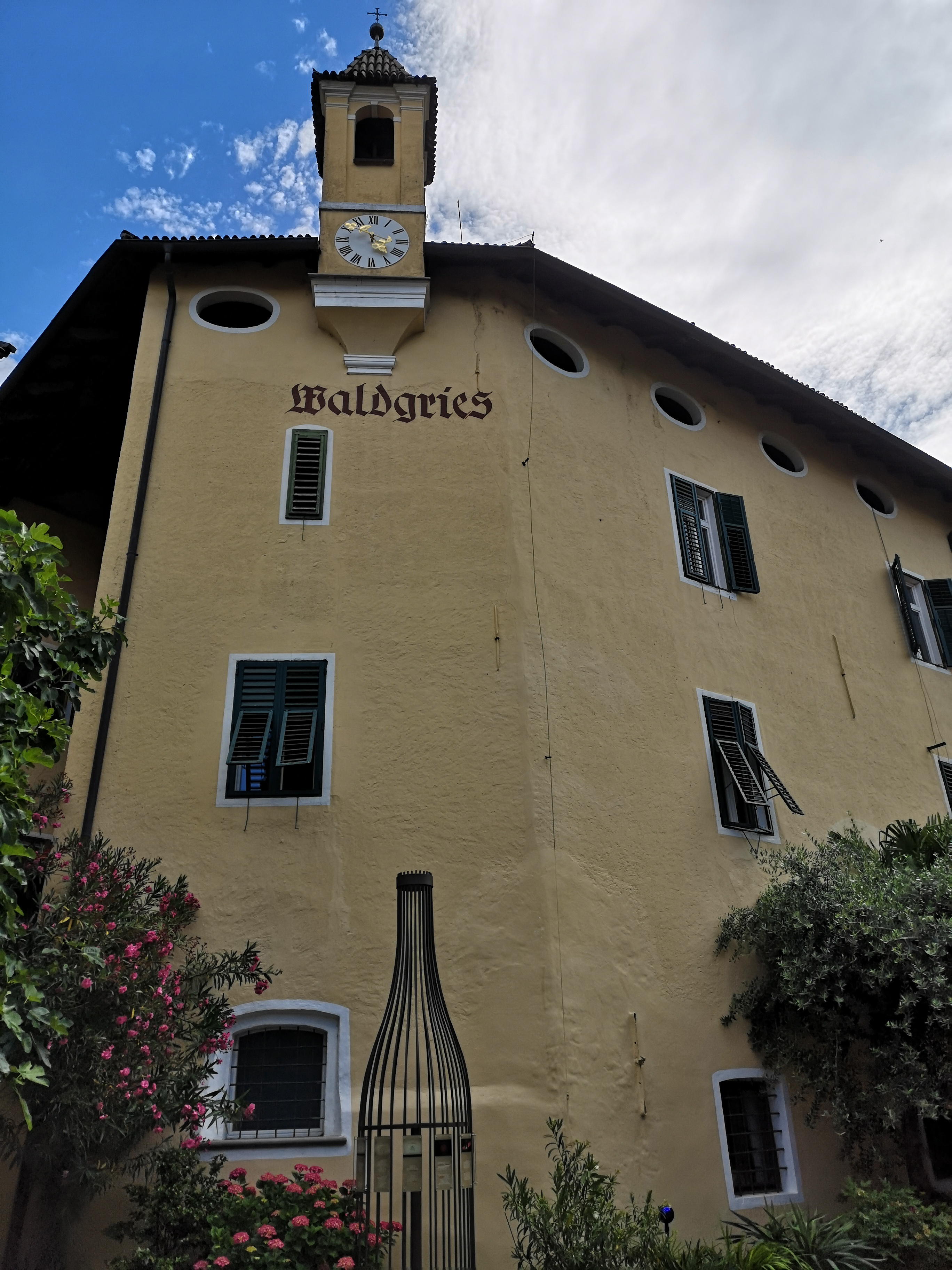
Ansitz Waldgries – Hauptgebäude von Westen

Waldgries in St. Justina ist ein spätrenaissancezeitlicher Ansitz in St. Justina, einem Ortsteil von Bozen oberhalb von Rentsch (Katastralgemeinde Zwölfmalgreien). Er steht seit 1951 unter Denkmalschutz.

## Geschichte
Waldgries ist als Hofstelle bereits im Jahr 1242 im Register des Bozner Notars Jakob Haas mit Reinhard und Lanzius de Walgriaz urkundlich genannt. 1319 befand sie sich im Besitz von Perlin, Sohn des Perlin de Walgries. 1464 ist der Hof im Besitz von Peter Ziernhueber von Walgries bey Runtsch enhalb Botzen. Um 1570 wurde die Anlage auf Initiative von Bernhard Eyrl (gestorben 1580) in herrschaftlichen Formen umgebaut. Dessen Sohn Adam, landesfürstlicher Steuereinnehmer an der Etsch, wurde 1589 geadelt und nahm um 1602 das Prädikat Waldgries an. 1629 ging der Ansitz an Christian von Hausmann, 1676 an die Herren von Coreth, 1759 wurde er an das Klarissenkloster Hall in Tirol verkauft. Nach dessen Aufhebung 1782 wurde das Anwesen vom staatlichen Religionsfonds zerstückelt, aber in seinem baulichen Bestand erhalten. 1787 wurde es von Anton Wenter gekauft und blieb 150 Jahre im Besitz der Familie Wenter. Seit den 1930er Jahren ist Waldgries im Besitz der Familie Plattner.

## Beschreibung
Der regelmäßige Bau weist im ersten Stock einen großzügigen Mittelsaal auf, die Zimmer sind mit Felderdecken ausgestattet. Im zweiten Stock ist eine tonnengewölbte Kapelle mit kreuzgratgewölbtem Anraum und mit Dachreiter eingebaut. Die vorhandenen Wandgemälde sind aus dem späten 16. Jahrhundert (Trinität, Apokalyptische Frau, Verkündigung des Herrn, Opfer Abrahams, Eherne Schlange, Jonas, Auferstehung).

## Sonstiges
Der Maler Albin Egger-Lienz bewohnte in seinen späteren Lebensjahren die in unmittelbarer Nähe gelegene Villa Grünwald, wo er am 4. November 1926 verstarb.
Waldgries ist von ausgedehnten Rebanlagen umgeben und ist selbst ein von der Inhaberfamilie Plattner geführtes Weingut, das sowohl Weiß- wie Rotweine herstellt und direkt vertreibt.